# Rio Iaco
O rio Iaco é um curso de água que banha o estado do Acre, no Brasil, e o Peru. É afluente do rio Purus.